# William Richard Chetwynd
William Richard Chetwynd (zm. 1770) – brytyjski dyplomata.
Był brytyjskim rezydentem w Republice Genui w latach 1708–1711, a w latach 1711–1713 posłem nadzwyczajnym tamże.
Jego starszym bratem był również dyplomata John Chetwynd (zm. 1767).